# Kirche Ritschenhausen

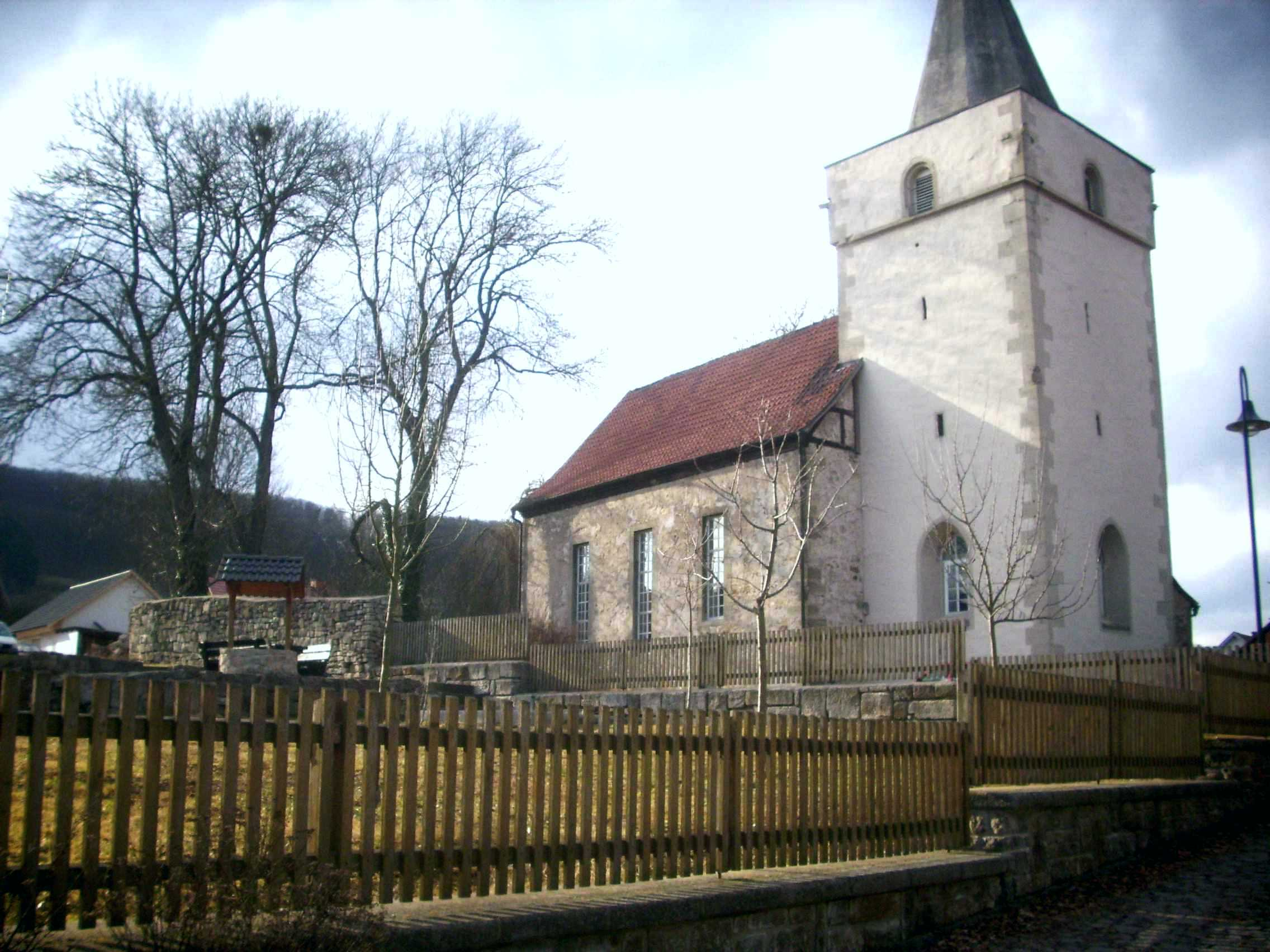
Kirche Ritschenhausen

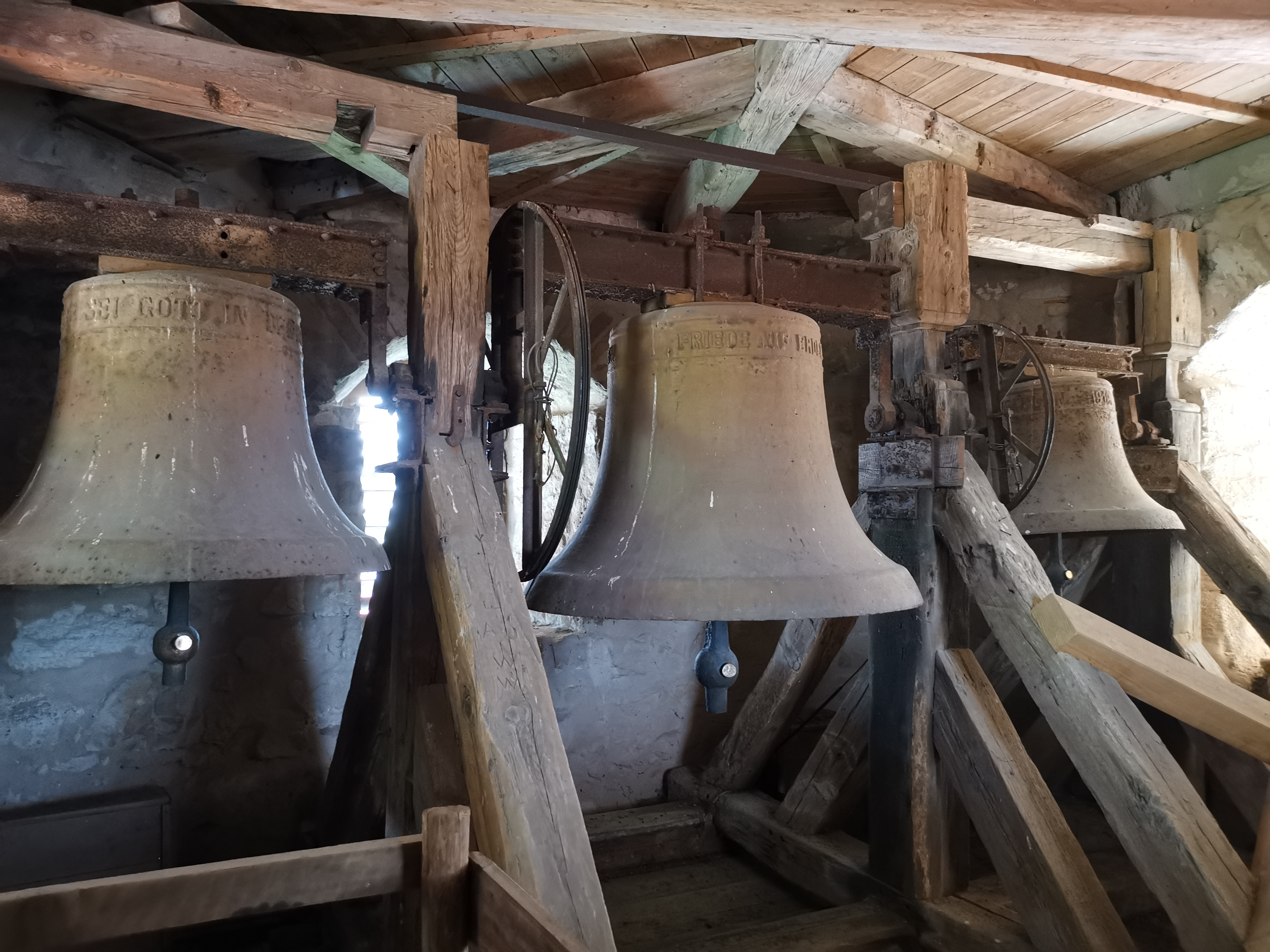
Kirchenglocken in Ritschenhausen

Die evangelisch-lutherische, denkmalgeschützte Kirche Ritschenhausen steht in Ritschenhausen, einer Gemeinde im Landkreis Schmalkalden-Meiningen in Thüringen. Die Kirchengemeinde Ritschenhausen gehört zum Pfarrbereich Obermaßfeld-Vachdorf im Kirchenkreis Meiningen der Evangelischen Kirche in Mitteldeutschland.

## Beschreibung
Der älteste Teil der Kirche ist der Wehrturm. Dieser mit Ecksteinen versehene, ansonsten verputzte Chorturm hat ein spitzes, steinernes, achtseitiges Pyramidendach aus dem Jahr 1594. Vom Kirchturm waren Verteidigungsmöglichkeiten nach allen Seiten gegeben. Die Brustwehr wurde um 1600 zum obersten Geschoss des Turmes umgebaut. Hinter den vier rundbogigen Klangarkaden befindet sich der Glockenstuhl. Hier hängen drei Eisenhartgussglocken an gekröpften Glockenjochen mit Klöppeln und Gegenpendeln. Sie wurden von Schilling & Lattermann in Morgenröthe-Rautenkranz gegossen und erklingen in den Schlagtönen as′ c′ es″.
Das jetzige rechteckige Kirchenschiff wurde in den Jahren 1768 bis 1770 angebaut, eine entsprechende Datierung weist der Westeingang auf. An einem Eckquader an der Südostecke befindet sich ein männliches Porträt, das in den Händen ein Wappen mit Steinmetzzeichen hält. Die Sakristei liegt an der Südwestseite und ist mit einem Tonnengewölbe überspannt. Der Innenraum des Kirchenschiffs hat an der Nordwest- und Südwestseite jeweils zwei auf quadratischen Pfeilern ruhende doppelstöckige Emporen. Der Triumphbogen, der zum Chor unter dem Turm führt, ist rundbogig. Im Chor befindet sich ein kleines spätgotisches Sakramentshaus, das von einem Kielbogen mit einem Relief bekrönt wird. Bei der Renovierung 1994 wurden im Chor alte Wandmalereien entdeckt. An der Nordseite befindet sich ein Pfarrstand mit drei Pilastern und Ornamenten aus dem Rokoko. Die 1775 gebaute Orgel wird von Tubaengeln und weiteren Rokokoornamenten geziert. Analog ist auch die Kanzel gestaltet. Die hölzerne Pietà kehrte erst 1962 aus Eisenach in die Ritschenhäuser Kirche zurück. Sie gehörte ursprünglich in die Wallfahrtskirche von Grimmenthal.